# Cucina zanzibari
La cucina zanzibariana (o cucina zanzibari) è una cucina ricca di influenze eterogenee, riconducibili alle numerose culture che hanno caratterizzato la storia dell'isola e del mondo swahili in generale. Combina sapori e tradizioni della cucina araba, portoghese, indiana, inglese e cinese.

## Storia

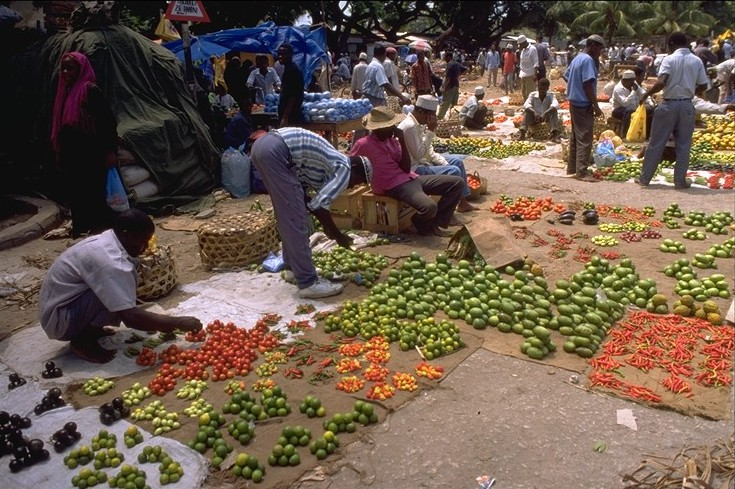
Verdure al mercato, Stone Town

Gli abitanti di Zanzibar provenivano dall'Africa ed erano soprattutto pescatori. La loro dieta era quindi basata soprattutto su prodotti del mare come tonno, sgombro, aragosta, polpo, calamaro e ostriche. Nel IX e X secolo giunsero a Zanzibar gli arabi e i persiani, che portarono una tradizione culinaria molto più sofisticata, e nuovi ingredienti (tra l'altro spezie, cocco, mango, agrumi, riso). Uno dei piatti tipici di Zanzibar, il riso pilau speziato (con cocco, noci e spezie) è uno dei piatti in cui è più evidente il retaggio arabo.
A cavallo fra il XV e il XVI secolo i portoghesi estesero rapidamente il proprio dominio sulle regioni costiere dell'Africa orientale, Zanzibar inclusa. L'influenza portoghese sulla cucina zanzibari è legata soprattutto all'introduzione di quelle che oggi sono le tre colture principali di Zanzibar: la manioca, il mais e l'ananas.
Nel 1651 i portoghesi furono scacciati dagli arabi del sultanato di Oman. Sotto il governo degli omaniti furono introdotti numerosi tipi di spezie. Inoltre, si intensificarono notevolmente i rapporti con i mercanti indiani, che iniziarono a stabilirsi sull'isola e portarono la propria tradizione culinaria, con sapori come il chutney, il biriyani, il curry, le torte di pesce, i samosa e via dicendo. Tutte queste ricette tradizionali indiane, in generale, furono modificate in funzione degli ingredienti localmente disponibili, dando origine a soluzioni originali che sono fra le più tipiche della cucina dell'isola.
Anche il commercio degli schiavi ha influito sulla cucina zanzibari. Molti degli odierni abitanti di Zanzibar sono discendenti di schiavi provenienti dall'entroterra africano, e hanno mantenuto alcune delle loro abitudini alimentari tradizionali. A questa cultura appartengono per esempio le patatine di manioca, fagiolini bolliti, patate dolci, pannocchie arrosto e ignami.
Nel XIX e XX secolo l'Africa orientale passò sotto il controllo prima dei tedeschi e poi degli inglesi. Rispetto ai precedenti colonizzatori, gli Europei si mischiarono poco con la popolazione locale, ed ebbero un'influenza sulla cultura (anche culinaria) complessivamente molto minore, anche se alcuni piatti comuni a Zanzibar, come la bistecca al pepe, si possono definire genericamente di origine europea.
Dopo l'indipendenza, la Tanzania strinse forti rapporti di collaborazione con la Cina, che inviò a Zanzibar medici, ingegneri e consulenti militari. La popolazione cinese sull'isola oggi è minima, ma alcuni alimenti come la salsa di soia continuano ad avere una certa diffusione.

## Esempi di piatti tipici
Sorpotel

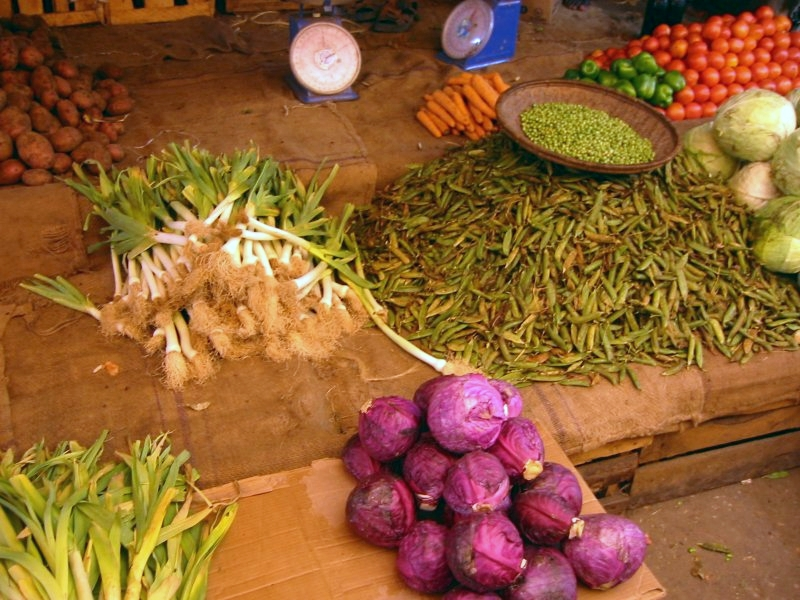
Banco di un venditore di spezie, Stone Town

Il sorpotel è una sorta di bollito misto di diversi tipi di interiora (lingua, cuore, fegato) e carne di maiale, insaporito da un mix di spezie paragonabile al curry, pasta di tamarindo e aceto. L'origine è goanese, ovvero riconducibile alle colonie portoghesi in India.
Torta di spezie
La torta di spezie (spice cake in inglese) è il dolce più caratteristico di Zanzibar. È una torta dolce nel cui impasto vengono mischiati cannella, chiodi di garofano, noce moscata e cioccolato.
Boku-boku
Il boku-boku è una specie di spezzatino di carne piccante cotto nel frumento, con zenzero, cumino, peperoncino, pomodoro e cipolla.
Pane alle nocciole e datteri
Il pane alle nocciole e datteri, nella cui ricetta compaiono anche uova e vaniglia, è il cibo che si mangia tradizionalmente alla fine del ramadan.
Carne pilau
La carne pilau è tipicamente carne d'oca (più raramente agnello o manzo) cucinata con patate, cipolle, spezie, latte di cocco e riso.
Squalo al pepe
Uno dei piatti di pesce più tipici, anche in questo caso con l'aggiunta di numerose spezie.
Pwewa wa nazi
Il pwewa wa nazi ("polpo con cocco" in swahili) è preparato con polpi cotti nel latte di cocco insieme a curry, cardamomo, cannella, aglio e succo di lime.